# Élections législatives de 2015 au Haut-Karabagh
Les élections législatives de 2015 au Haut-Karabagh ont eu lieu le 3 mai 2015.

## Contexte
Le Haut-Karabagh est une république du Caucase qui a déclaré son indépendance de l'Azerbaïdjan en 1991 à la suite de la Guerre du Haut-Karabagh et d'un référendum unilatéral d'auto-détermination. Le pays n'est pas reconnu par la communauté internationale, à l'exception de l'Arménie voisine.

## Système électoral
L'Assemblée nationale se compose de 33 députés élus pour cinq ans selon un mode de scrutin mixte.
11 sièges sont pourvus au scrutin majoritaire à un tour dans autant de circonscriptions électorales, et les 22 sièges restants le sont au Scrutin proportionnel plurinominal entre les listes de candidats ayant remporté au moins 6 % des suffrages exprimés au niveau national pour les partis, et 8 % pour les coalitions de partis.

## Résultats
|                           |                                       |                 |                 |                 |                  |                  |                  |       |               |
| Partis                    | Partis                                | Proportionnelle | Proportionnelle | Proportionnelle | Circonscriptions | Circonscriptions | Circonscriptions | Total | +/–           |
| Partis                    | Partis                                | Votes           | %               | Sièges          | Votes            | %                | Sièges           | Total | +/–           |
|                           | Mère patrie libre                     | 32 632          | 47,35           | 11              |                  |                  | 4                | 15    | 1             |
|                           | Fédération révolutionnaire arménienne | 12 965          | 18,81           | 4               |                  |                  | 3                | 7     | 1             |
|                           | Parti démocrate du Haut-Karabagh      | 13 105          | 19,10           | 4               |                  |                  | 2                | 6     | 1             |
|                           | Mouvement 88                          | 4 778           | 6,93            | 2               |                  |                  | 0                | 2     | Nv            |
|                           | Renouveau national                    | 3 709           | 5,38            | 1               |                  |                  | 0                | 1     | Nv            |
|                           | Parti communiste du Haut-Karabagh     | 1 136           | 1,65            | 0               |                  |                  | 0                | 0     | en stagnation |
|                           | Paix et développement                 | 591             | 0,86            | 0               |                  |                  | 0                | 0     | en stagnation |
|                           | Indépendants                          | –               | –               | –               |                  |                  | 2                | 2     | 4             |
|                           |                                       |                 |                 |                 |                  |                  |                  |       |               |
| Votes blancs et invalides | Votes blancs et invalides             | 3 380           | –               | –               | 4 232            | –                | –                | –     | –             |
| Total                     | Total                                 | 72 296          | 100             | 22              | 69 831           | 100              | 11               | 33    | en stagnation |
| Inscrits/participation    | Inscrits/participation                | 102 042         | 70,88           | –               | 98 920           | 70,59            | –                | –     | –             |